# أغنية بريان (فلم)
أغنية بريان (بالإنجليزية: Brian's Song) فيلم دراما، ورياضة، وسيرة ذاتية تلفزيوني  لعام 1971 من إخراج باز كوليك، وكتبه ويليام بلين. عرض على قناة (ايه بي سي) التلفزيونية كفيلم الأسبوع. يروي تفاصيل حياة براين بيكولو لاعب كرة القدم الأمريكية الذي يصاب بالسرطان بعد أن أصبح محترفًا في عام 1965. يسانده زميله في الفريق جيل سايرز بالرغم من الخلفيات العرقية المختلفة، ويصبحوا أصدقاء مقربين، وأول رفقاء في الغرفة بين الأعراق في تاريخ الرابطة الوطنية لكرة القدم. الفيلم يروي تطور صداقتهم، وينتهي بوفاة بيكولو في عام 1970. حقق الفيلم نجاحًا كبيرًا على قناة (ايه بي سي)، وتم عرضه لاحقاً بدور العرض. وصف النقاد الفيلم بأنه واحد من أفضل أفلام التلفزيون على الإطلاق. قام استطلاع رأي أجرته مجلة انترتينمنت ويكلي في عام 2005 بتصنيف «أغنية بريان» في المرتبة السابعة في قائمة أفضل أفلام «صرخة شاب» التي تم إنتاجها على الإطلاق.

## طاقم التمثيل
جيمس كان: في دور بريان بيكولو
بيلي دي ويليامز: في دور جيل سايرز
جاك واردن: في دور المدرب جورج هالاس
شيلي فاباريس: في دور جوي بيكولو
جودي بيس: في دور ليندا سايرز
بيرني كيسي: في دور جي سي كارولين
ديفيد هدلستون: في دور إد مكاسكي
رون فاينبرج: في دور دوج أتكينز
بالاشتراك مع لاعبي فريق شيكاغو بيرز: جاك كونكونون - ابي جبرون - إد أوبرادوفيتش - ديك بوتكوس.

## أحداث الفيلم
يصل لاعب فريق شيكاغو بيرز لكرة القدم الأمريكية الصاعد غيل سايرز (بيلي دي ويليامز) إلى تدريب الفريق حيث يتم إرسال ركلة ضالة إلى سايرز. يذهب زميله المبتدئ براين بيكولو (جيمس كان) لاسترداد الكرة، ويقلبها سايرز إليه. قبل أن يجتمع سايرز مع المدرب جورج هالاس (جاك واردن) في مكتبه، يخبره بيكولو، على سبيل المزاح، أن هالاس يعاني من مشكلة في السمع، ويتصرف سايرز بغرابة في الاجتماع. يداعبه سايرز، مرة أخرى، عن طريق وضع البطاطس المهروسة على مقعده بينما يغني بيكولو أغنية قتال جامعته.
يتألق سايرز اثناء التدريب، وينضم سايرز، وبيكولو كشريكين في غرفة واحدة، وهو أمر نادر خلال الصراع العنصري في ذلك الوقت. تزداد صداقتهم، في كرة القدم وفي الحياة، وسرعان ما تمتد الصداقة إلى زوجتيهما جوي بيكولو (شيلي فاباريس)، وليندا سايرز (جودي بيس). سرعان ما يصبح سايرز لاعبًا بارزًا، لكنه يصاب في ركبته في مباراة ضد فريق سان فرانسيسكو 49، وللمساعدة في تعافي سايرز، يحضر بيكولو أدوات الرياضة الثقيلة إلى منزله. يتحدى سايرز وبيكولو في سباق عبر الحديقة، حيث يتعثر سايرز ولكنه يفوز. يتمركز بيكولو في مركز ظهير البداية، مما يعني أنه هو وسايرز سيكونان الآن في الملعب معًا، وكلاهما يتفوق في دوره. يبدأ بيكولو في إنقاص وزنه ويتراجع أداؤه، لذلك يتم إرساله إلى المستشفى من أجل التشخيص، وبعد فترة وجيزة، يعرف هالاس سايرز أن بيكولو مصاب بالسرطان وسيتم استئصال جزء من رئته. يصرح سايرز، في خطاب عاطفي أمام زملائه في الفريق، بأنهم سيفوزون في المباراة لبيكولو ويمنحونه كرة اللعبة. يزور اللاعبين المستشفى لاحقًا، للإطمئنان على بيكولو، وبعد مباراة ضد سانت لويس كاردينالز، يزور سايرز السيدة جوي، ويعرف أن بيكولو يجب أن يخضع لعملية جراحية أخرى لورمه. يحصل هالاس على جائزة جورج س. ويخصصها سايرز لبيكولو، قائلاً للجمهور أنهم اختاروا الشخص الخطأ للجائزة ويقول: «أنا أحب بريان بيكولو، وأود لكم جميعًا أن تحبوه أيضًا... الليلة، عندما تضرب على ركبتيك، اطلب من الله أن يحبه». يذكر سايرز في مكالمة، أنه أعطى بيكولو نصف لتر من الدم بينما كان في حالة حرجة. يموت بيكولو وزوجته بجانبه. ينتهي الفيلم بذكريات الماضي لبيكولو وسايرز وهم يركضون في الحديقة، بينما يروي هالاس أن بيكولو مات في سن 26 ولا يتذكره كيف مات ولكن كيف عاش.

## موسيقى الفيلم
كانت الأغنية الرئيسية لفيلم «أغنية برايان» من أداء بيري كومو تحت عنوان «أيدي الزمن the hands of time»، ونالت شهرة كبيرة أوائل السبعينيات. وضع موسيقى الأغنية والفيلم الموسيقار الفرنسي ميشيل ليجراند، وكانت كلمات الأغنية لمارلين وآلان بيرجمان. ظهرت نسخة موسيقية فقط لأغنية «أيدي الزمن» للموسيقار لجراند على قائمة بيلبورد هوت 100 ولمدة ثمانية أسابيع في عام 1972، وبلغت ذروتها في المرتبة 56. فازت الأغنية بجائزة جرامي لأفضل مقطوعة موسيقية.

## استقبال الفيلم
نال الفيلم استحسانًا كبيراً، وغالبًا ما يُستشهد به كواحد من أعظم الأفلام التلفزيونية التي تم إنتاجها على الإطلاق، فضلاً عن كونه أحد أعظم الأفلام الرياضية.
كان الفيلم هو الفيلم الأكثر مشاهدة على التلفزيون الأمريكي خلال عام 1971، والأكثر مشاهدة على الإطلاق من الأفلام المصممة للتلفزيون مع تصنيف نيلسن (نظام قياس رآي الجمهور الذي يديره نيلسن ميديا ريسيرش، وتسعى لتحديد حجم الجمهور وتركيب البرامج التلفزيونية في الولايات المتحدة باستخدام نظام التصنيف).
منح موقع الطماطم الفاسدة الفيلم تقييماً مقداره 92% بناءاً على آراء 12 ناقداً، وكتب إجماع نقاد الموقع: «مدعومًا بالأداء المتميز لجيمس كان، وبيلي دي ويليامز فيلم» أغنية بريان«هي قصة صداقة مؤثرة، تفوقت العلاقات الجيدة في الفيلم على المشاهد الرياضية».
ذكر الناقد التلفزيوني مات زولير سيتز، في كتابه لعام 2016 الذي شارك في كتابته مع آلان سيبينوال بعنوان تي في (الكتاب)، فيلم أغنية برايان، وصنفه خامس أعظم فيلم تلفزيوني أمريكي على الإطلاق. بالإضافة إلى ان الفيلم مثال مبكر مؤثر لفيلم الأصدقاء بين الأعراق".

## الجوائز والترشيحات
حصل الفيلم على جائزة إيمي لأفضل برنامج درامي (1971-72). فاز ويليام بلين بجائزة إيمي عن تيلي بلاي (سيناريو أو نص يستخدم في إنتاج برنامج أو مسلسل تلفزيوني مكتوب)، وفاز جاك واردن عن أدائه كمدرب هالاس. تم ترشيح كل من جيمس كان، وبيلي دي ويليامز لجائزة أفضل ممثل رئيسي.
جوائز برايم تايم إيمي 1972: فاز بجوائز: أفضل برنامج منفرد متميز – الأداء المتميز في دور داعم «جاك واردن» – إنجاز كتابي متميز في الدراما – الإنجاز الرائع في التصوير السينمائي – الإنجاز الرائع في المونتاج.
جوائز برايم تيم إيمي 1972: ترشح لجوائز: أفضل ممثل «جيمس كان» – أفضل ممثل «بيلي دي ويليامز» – أفضل مخرج – أفضل موسيقى – أفضل صوت – أفضل خلط الأصوات.
جوائز محررو السينما الأمريكية، الولايات المتحدة 1972: ترشح لجائزة أفضل مونتاج.
جوائز نقابة المخرجين الأمريكية بالولايات المتحدة 1972: فاز بجائزة أفضل إخراج.
جوائز غولدن غلوب، الولايات المتحدة 1972: ترشح لجائزة أفضل فيلم.
جوائز جرامي 1973: فاز بجائزة أفضل موسيقى.
جوائز جمعية السينما والتلفزيون على الإنترنت 2000: دخل قاعة مشاهير التلفزيون كأفضل عرض تلفزيوني.
جوائز بيبودي 1972: فاز بجائزة بيبودي الكاتب ويليام بلين.
جوائز بي جي ايه 1998: دخل قاعة مشاهير التلفزيون كأفضل إنتاج تلفزيوني.
جوائز تي في لاند 2006: فاز بجائزة الفيلم الرائج لهذا الأسبوع.

## روابط خارجية
- أغنية بريان (فيلم) على موقع IMDb (الإنجليزية)
- أغنية بريان (فيلم) على موقع الموسوعة البريطانية (الإنجليزية)
- أغنية بريان (فيلم) على موقع روتن توميتوز (الإنجليزية)
- أغنية بريان (فيلم) على موقع نتفليكس (الإنجليزية)
- أغنية بريان (فيلم) على موقع Turner Classic Movies (الإنجليزية)
- أغنية بريان (فيلم) على موقع أول موفي (الإنجليزية)
- أغنية بريان (فيلم) على موقع فيلمافينيتي (الإسبانية)
- أغنية بريان (فيلم) على موقع قاعدة بيانات الفيلم (الإنجليزية)
- أغنية بريان (فيلم) على موقع ليتربوكسد (الإنجليزية)
- أغنية بريان (فيلم) على موقع كينوبويسك (الروسية)